# Modicus
Modicus – rodzaj ryb z rodziny grotnikowatych (Gobiesocidae).

## Klasyfikacja
Gatunki zaliczane do tego rodzaju:
- Modicus minimus
- Modicus tangaroa